# Eulaema boliviensis
Eulaema boliviensis là một loài Hymenoptera trong họ Apidae. Loài này được Friese mô tả khoa học năm 1898.